# جانکشن، میسوری
جانکشن (به انگلیسی: Junction City) یک روستا (ایالات متحده آمریکا) در ایالات متحده آمریکا است که در شهرستان مدیسون، میزوری واقع شده‌است.
 جانکشن ۰٫۹۳ کیلومتر مربع مساحت و ۳۲۷ نفر جمعیت دارد و ۲۲۶ متر بالاتر از سطح دریا واقع شده‌است.